# 李宗德
李宗德，GBS，JP，OStJ（英語：Joseph Lee Chung-tak，1951年3月—），香港企业家、和富塑化集团主席、社会活动家，前公民教育委員會主席。

## 简介
籍贯宁波镇海县（今北仑区），为李坤之子，亦是李美辰的父親。李宗德早年就讀喇沙小學和喇沙書院。在校時與已故全國人大代表王敏剛為小學同學。
李宗德曾担任過香港青年联会主席，香港工业总会“香港塑胶业协会”副主席，中华人民共和国国务院港事顾问、香港特別行政區第一屆政府推選委員會委員、第九、十和十一屆港區全國人大代表等职务。并任中華全國青年聯合會常委，浙江省宁波市第十届政协委员，亦曾担任国际扶轮第3450地区（香港、澳门）地区总监。
2007年4月至2009年3月任青年事務委員會主席。
2009年4月至2015年3月任公民教育委員會主席。
2016年7月開始，由於和富社會企業冠名贊助大埔足球會，李宗德亦兼任該會會長。

## 名下馬匹
他是香港賽馬會會員，名下馬匹包括與張明敏、張英豪、蔡國璽、鄭景超合夥的「民和國富」、「人和家富」、「仁者富足」（退役馬）、「人和家興」、「人和家盛」（現役馬），而「民和國富」、「人和家富」的馬名源自和富集團的格言：「人和家富，民和國富」。

## 榮譽
- 銅紫荊星章（2000年）
- 非官守太平紳士（2003年）
- 銀紫荊星章（2008年）
- 金紫荊星章（2013年）

## 以其命名的事物

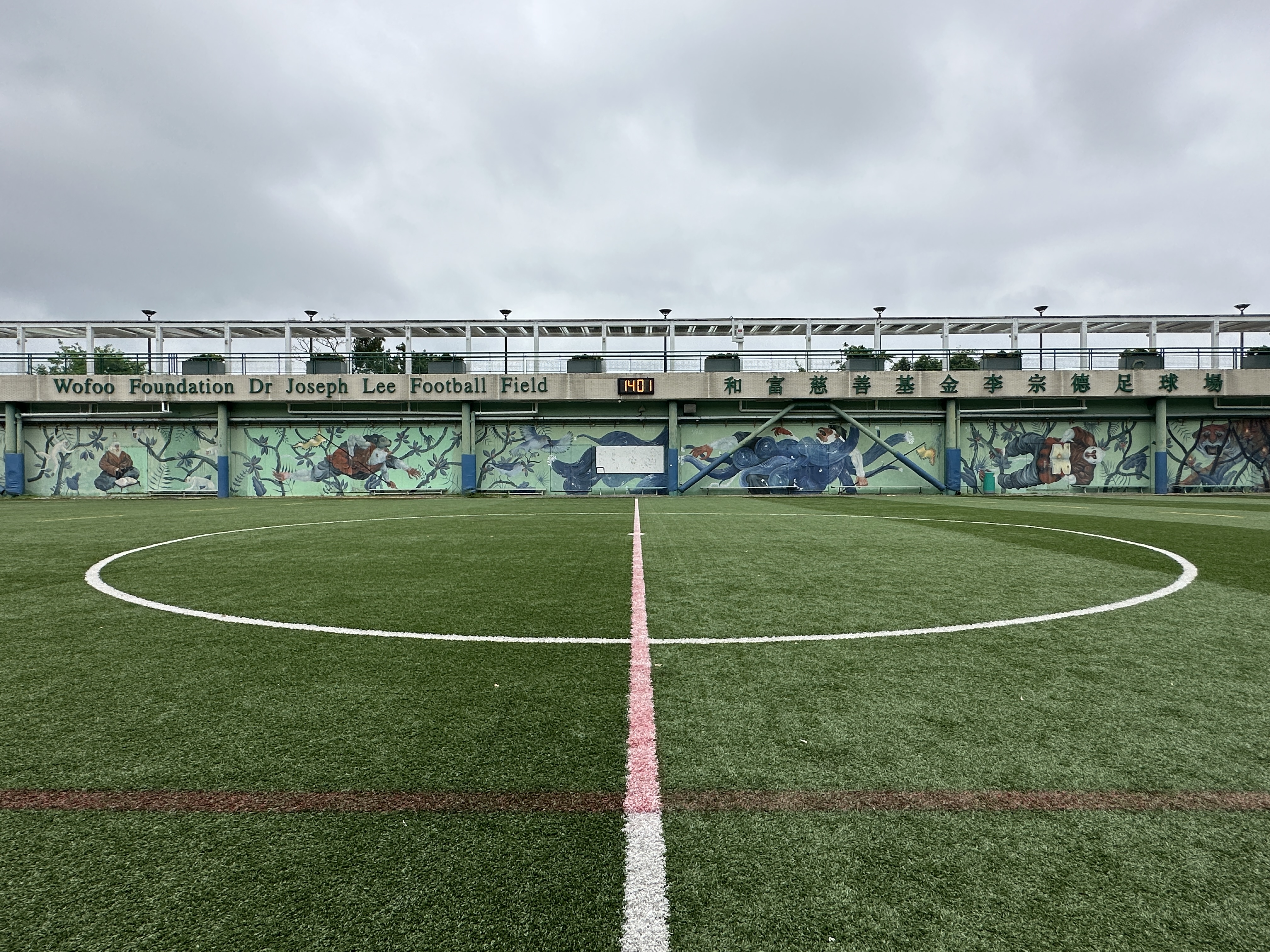
和富慈善基金李宗德足球場

- 和富慈善基金李宗德小學，位於香港天水圍的小學
- 和富慈善基金李宗德足球場，位於大埔香港教育大學校園內的足球場